# Комбінативна мінливість
Комбінати́вна мінли́вість (іноді рекомбінативна мінливість) — генотипна мінливість, в основі якої лежать комбінації спадкового матеріалу в процесі статевого розмноження організмів. 
Основними джерелами комбінативної мінливості є наступні процеси:
1) незалежне розходження гомологічних хромосом при першому поділі мейозу;
2) перехрест хромосом у ході мейозу, що приводить до комбінації генів (кросинговер);
3) випадкова зустріч гамет при заплідненні.
4) випадкова зустріч осіб у популяції.
Завдяки незалежному та одночасному здійсненню цих процесів виникає велика різноманітність генотипів.
Завдяки комбінативній мінливості також реалізується механізм «знешкодження» фенотипного прояву мутацій шляхом переведення їх у гетерозиготний стан, в якому багато мутацій підвищують відносну життєздатність особин.
Комбінативна мінливість є елементарним матеріалом для природного добору.